# Zama (Kanagawa)
Zama (座間市 Zama-shi?) es una ciudad en la prefectura de Kanagawa, Japón, localizada en el centro-este de la isla de Honshū, en la región de Kantō. Tenía una población estimada de 130 753 habitantes el 1 de septiembre de 2020 y una densidad de población de 7442 personas por km².

## Geografía
Zama está localizada en el centro de la prefectura de Kanagawa, unos 40 km al suroeste de Tokio y 20 km al oeste de Yokohama. El río Sagami, el río Hikiji, el río Mekushiri y el río Hato fluyen a través de Zama. La ciudad es conocida por su agua potable, que es fría en verano y cálida en invierno. Limita con las ciudades de Sagamihara al norte, Atsugi al oeste, Yamato al este y Ebina al sur.

## Historia
El área alrededor de Zama ha estado habitada desde tiempos prehistóricos y se han encontrado restos del período Jōmon. La aldea de «Izama» era una estación en la antigua carretera Tōkaidō que conectaba Kioto con las provincias de la región de Kantō, y el área era parte del territorio tenryō dentro de la provincia de Sagami durante el período Edo administrado directamente por el shogunato Tokugawa . Durante las reformas catastrales después de la restauración Meiji en 1889, el área de la actual Zama consistió en cinco villas en dentro del distrito de Kōza en la prefectura de Kanagawa.
El área permaneció muy rural hasta la llegada del tren eléctrico Odakyu en 1927 y el ferrocarril Sagami en 1935, que estimuló el desarrollo, pero el área era principalmente tierras de cultivo cuando la Academia del Ejército Imperial Japonés se mudó al área de Zama en 1937. El aumento de la población llevó a la villa de Zama a ser promovida a pueblo el mismo año. Sin embargo, en 1941 el pueblo y las aldeas circundantes se fusionaron en Sagamihara. En 1944 se estableció en la zona el Arsenal Naval de Kōza de la Armada Imperial Japonesa. Se cerró con el final de la Segunda Guerra Mundial y la Academia del Ejército Imperial fue entregada al Ejército de los Estados Unidos que se convertiría en el Campamento Zama.
En septiembre de 1948 Zama recuperó su condición de pueblo independiente de Sagamihara. La economía local recibió un impulso significativo con la construcción de una planta de ensamblaje de automóviles Nissan en 1965, y la producción terminó en 1995. Zama se convirtió en ciudad el 1 de noviembre de 1971.

## Demografía
Según los datos del censo japonés, la población de Zama ha aumentado constantemente en los últimos 60 años.
| Gráfica de evolución demográfica de Zama entre 1950 y 2015 |
|                                                            |
| Oficina de Estadística de Japón                            |

## Ciudades hermanas
- Smyrna, Tennessee, EE. UU.[13]